# Cephalocera umbrina
Cephalocera umbrina är en tvåvingeart som beskrevs av Gerstaecker 1868. Cephalocera umbrina ingår i släktet Cephalocera och familjen Mydidae. Inga underarter finns listade i Catalogue of Life.